# Pointe des Espagnols

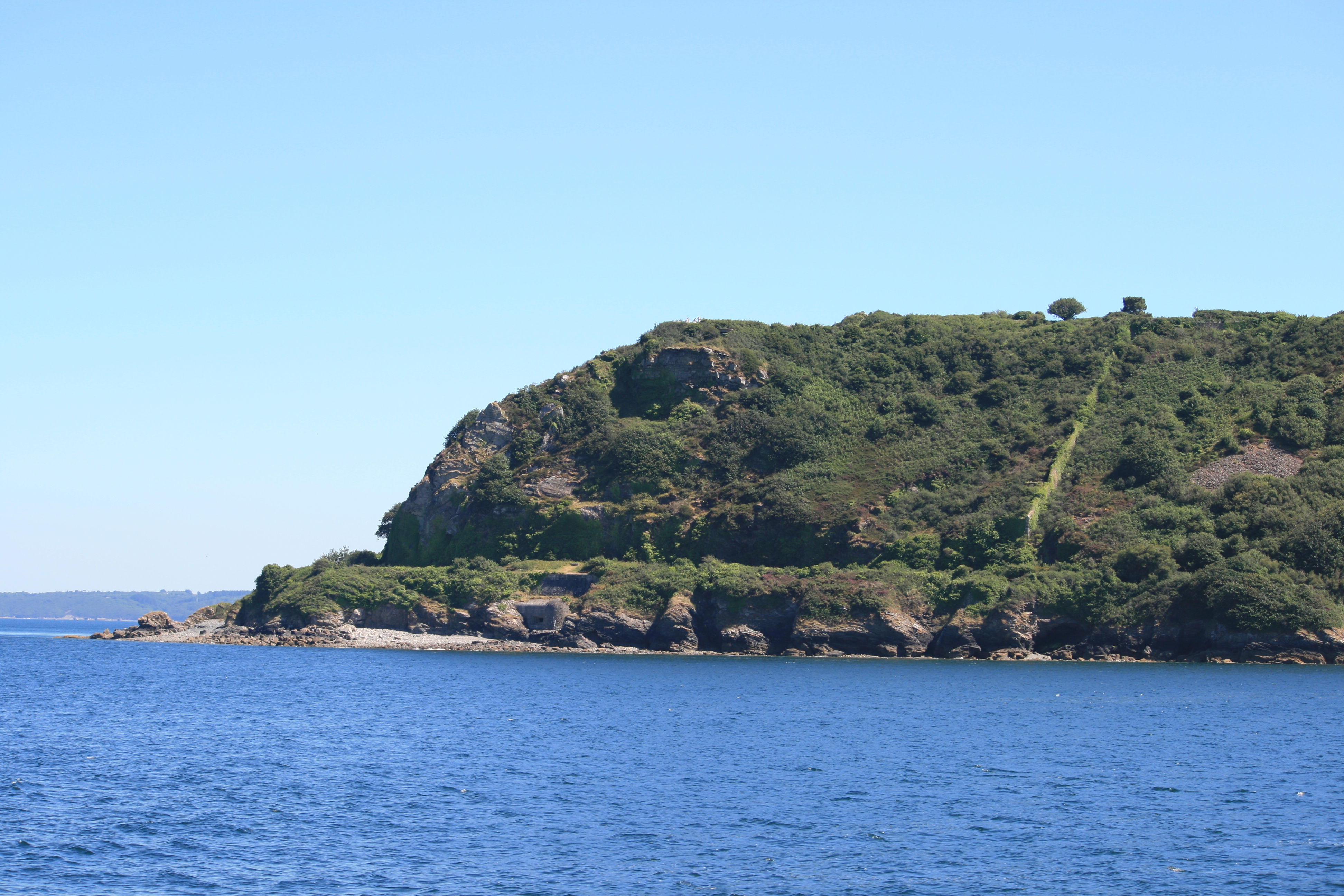
Die Pointe des Espagnols

Die Pointe des Espagnols (bretonisch Beg ar Spagnoled)  ist ein Kap auf der Crozon-Halbinsel (bret. Kraozon) im Département Finistère in der Bretagne. Es bildet den nördlichsten Punkt einer kleinen zu Crozon gehörigen Halbinsel, auf der der Ort Roscanvel (bret. Roskañvel) liegt und die die Bucht Rade de Brest (bret. Morlenn Brest) vom Atlantischen Ozean trennt, wodurch sich für das Kap eine besondere strategische Bedeutung ergibt. Der Goulet de Brest (bret. Mulgul Brest), die Meerenge, die von dem Kap beherrscht wird und über die der Hafen von Brest für Schiffe zu erreichen ist, verfügt über eine Breite von nur 2 km, wobei sich direkt gegenüber dem Kap die mit einem Leuchtturm versehene Pointe de Portzic (bret. Beg Porzhig) (am westlichen Stadtrand von Brest) befindet. Die Meerenge ist durch eine Reihe von Bastionen, von denen sich eine direkt an der Pointe des Espagnols befindet, gesichert.  
Selbst weniger spektakulär hat man schöne Ausblicke auf das rund 10 km südwestlich liegende Kap Pointe de Penhir und auf die nordöstlich unmittelbar gegenüber liegende Stadt Brest.
Der Name erklärt sich daher, dass hier im Jahre 1594 die Spanier landeten und die Bewohner von Roscanvel zum Bau einer kleinen Festung zwangen. 